# 大山阿夫利神社

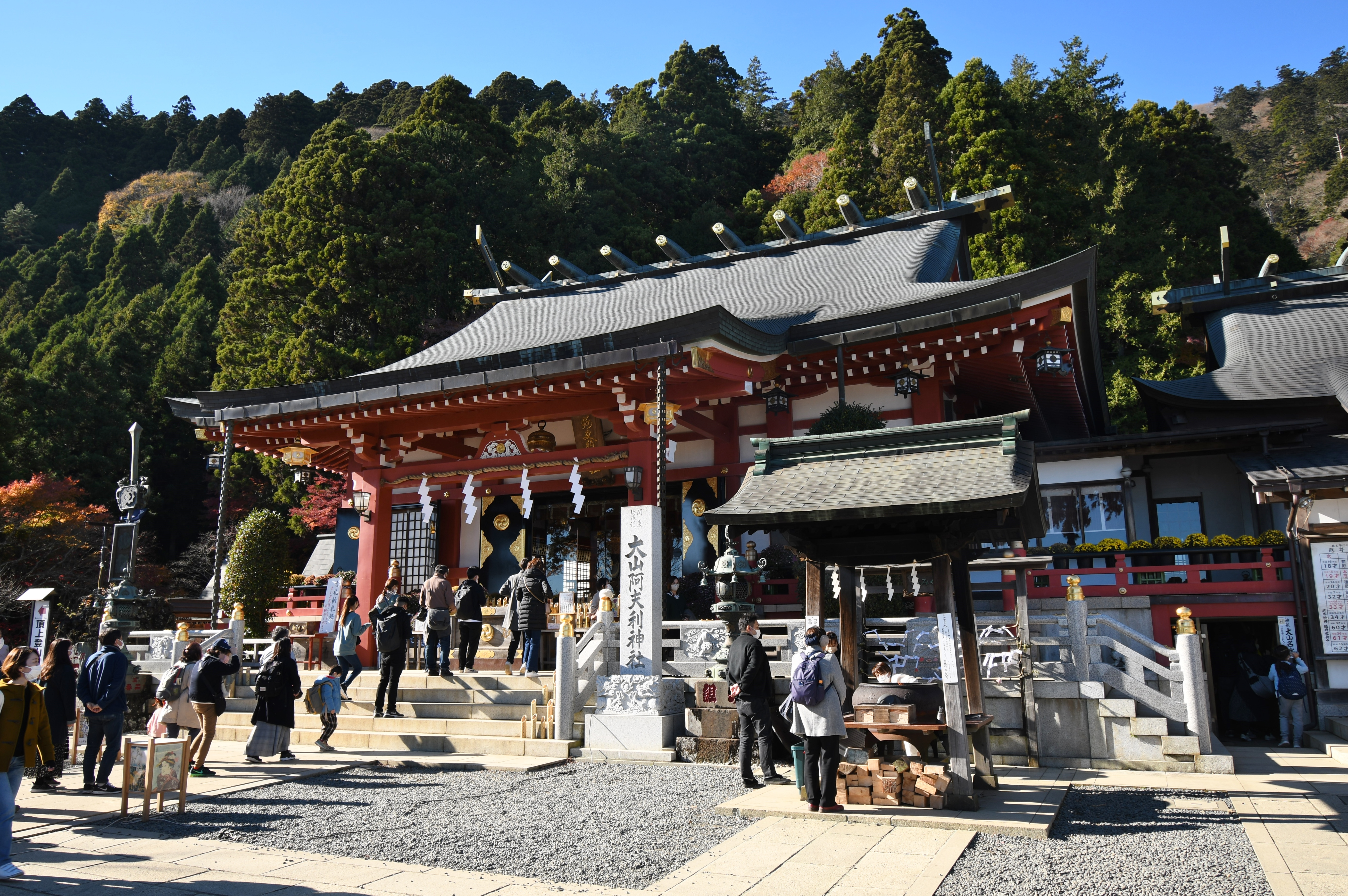
下社拜殿

大山阿夫利神社（日语：大山阿夫利神社、おおやまあふりじんじゃ）是位於日本神奈川縣伊勢原市大山的一座神社。這座神社由位於大山山頂的本社和山腰的下社構成。大山自古就是山岳信仰的對象。

## 外部連結
- 大山阿夫利神社公式サイト （页面存档备份，存于）